# Вулиця Моссаковського
Вулиця Моссаковського, Вулиця Володимира Моссаковського — вулиця на Горі у Соборному районі міста Дніпро.
Названа на честь дніпровського вченого, ректора Дніпропетровського державного університету у 1964—1986 роках Володимира Моссаковського.
Вулиця пряма, розташована на плато (Соборної) Гори, переважно рівнинна, з невеликим похилом від вулиці Чернишевського до вулиці Гусенка.
Довжина вулиці — 900 м.

## Історія
Катеринославська назва — Семінарська вулиця, за Катеринославською духовною семінарією розташованою на лівій стороні між Катерининським проспектом (тепер проспект Яворницького) й Поліцейською (тепер вулиця Шевченка). На місці семінарії за радянської влади розмістилися фізико-математичний факультет Дніпропетровського державного університету й середня школа № 80 (перевлаштована на міжучбовий комбінат у 1980 році).
Між вулицями Нагірна (тепер Паторжинського) й Влучна (тепер Чернишевського) на лівій стороні була відкрита площа - майдан Абрамовича, на якому був розташований військовий Хрестовоздвиженський собор, яка у 1930 році віддана під забудову Дніпропетровського інженерно-будівельного інституту.

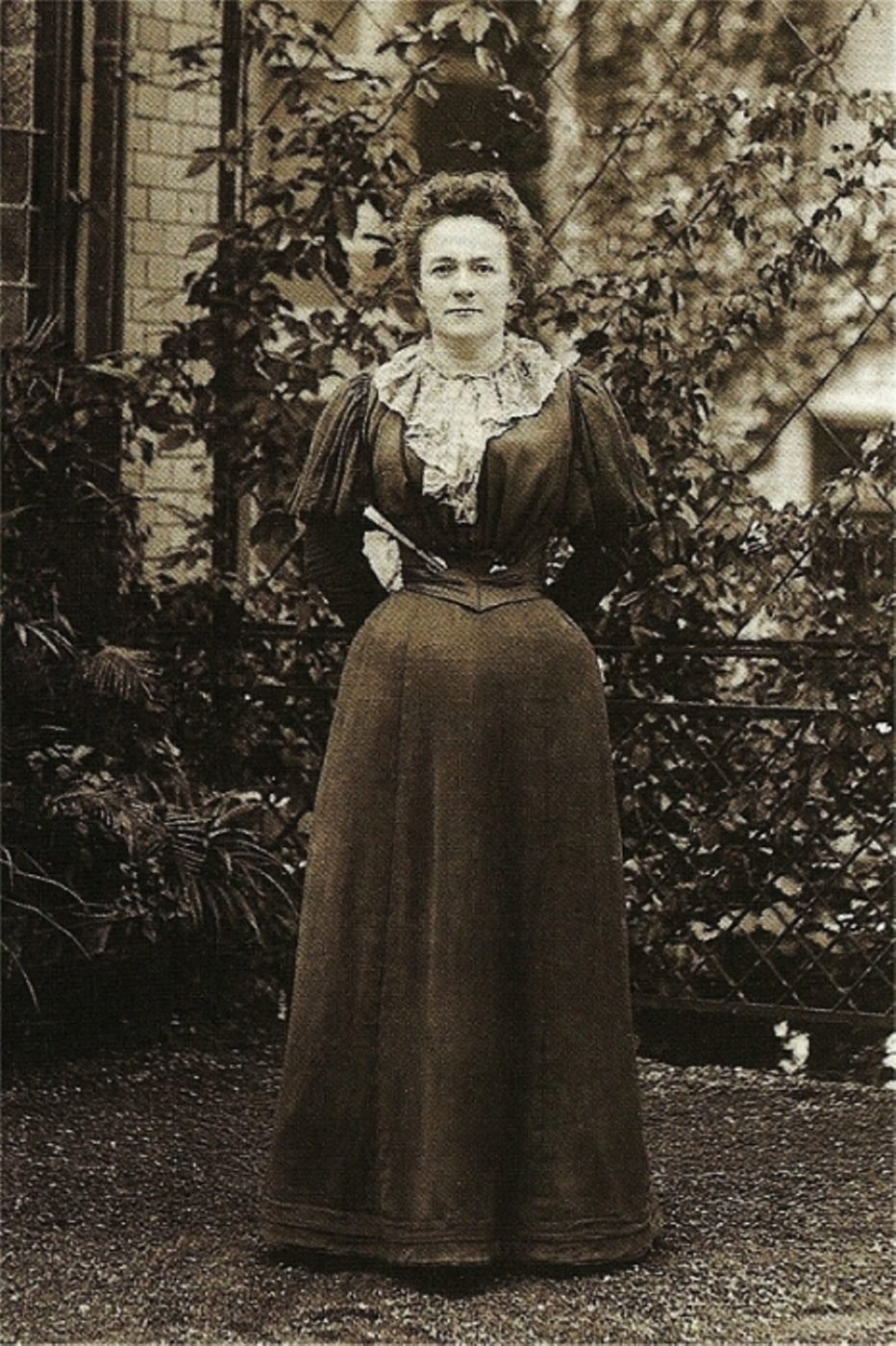
Німецька комуністка Клара Цеткін

Більшовицька влада перейменувала Семінарську на вулицю Клари Цеткін.
Вулиця перейменована 2015 року згідно Закону про декомунізацію на честь Володимира Моссаковського у зв'язку з розташуванням навчального корпусу № 5 ДНУ на початку вулиці на розі проспекту Яворницького.

## Перехресні вулиці
Вулиця Моссаківського є продовженням вулиці Єфремова, що розташована на іншій, північній стороні проспекту Яворницького. Від проспекту Яворницького йде на південний захід до вулиці Гусенка.
- проспект Яворницького,
- вулиця Шевченка,
- вулиця Паторжинського,
- вулиця Чернишевського,
- вулиця Гусенка,
- вулиця Гоголя,
- провулок Гоголя.

## Будівлі
- № 2а — Дніпровський технікум зварювання та електроніки імені Патона;
- № 3 — Поштове відділення № 44 (49044), Соборний підрозділ Управління Державної служби охорони у Дніпропетровській області;
- № 5-7 - 5-секційний 10-20-поверховий житловий будинок "АйК'ю-Хауз" монолітно-каркасний з газоблоку; 300 квартир з 262 паркомісцями; зведено на замість знесених російсько-імперських 2-3-поверхових будинків;[1]
- № 9 — гуртожиток Дніпровського технікуму зварювання та електроніки;
- № 9а — гуртожиток № 4 ПДАБА;
- № 13а — гуртожиток № 5 ПДАБА;
- № 13б — гуртожиток № 6 ПДАБА;
- № 13в — гуртожиток № 7 ПДАБА;
- № 13г — гуртожиток № 8 ПДАБА;
- № 13д — гуртожиток № 9 ПДАБА;
- № 18 — дитячий садок № 8 «Калинка».